# Miami Open 2000
Il Miami Open 2000 (conosciuto anche come Ericsson Open per motivi di sponsorizzazione) è stato un torneo di tennis giocato sul cemento. È stata la 16ª edizione del Miami Open, che faceva parte della categoria ATP Masters Series nell'ambito dell'ATP Tour 2000 e della Tier I nell'ambito del WTA Tour 2000. Sia il torneo maschile che quello femminile si sono giocati al Tennis Center at Crandon Park di Key Biscayne in Florida dal 23 marzo al 6 aprile 2000.

## Campioni

### Singolare maschile
Pete Sampras ha battuto in finale  Gustavo Kuerten con il punteggio di 6–1, 6(2)–7, 7–6(5), 7–6(8)

### Singolare femminile
Martina Hingis ha battuto in finale  Lindsay Davenport con il punteggio di 6–3, 6–2

### Doppio maschile
Todd Woodbridge /  Mark Woodforde hanno battuto in finale  Martin Damm /  Dominik Hrbatý con il punteggio di 6–3, 6–4

### Doppio femminile
Julie Halard-Decugis /  Ai Sugiyama hanno battuto in finale  Nicole Arendt /  Manon Bollegraf con il punteggio di 4–6, 7–5, 6–4